# 吕西安·布朗
吕西安·布朗（法語：Lucien Braun，1923年2月24日—2020年3月13日），法国哲学史家，斯特拉斯堡大学教授，知名于对帕拉塞尔苏斯的研究。

## 生平
1923年2月24日生于莱茵省利特奈姆。先后在斯特拉斯堡的圣艾蒂安学校、萨韦尔讷学校、克莱蒙费朗学校完成中学教育。二战后在斯特拉斯堡大学学习哲学。在索邦大学获得文学博士学位。1960年开始担任斯特拉斯堡大学文学院助教，1967年升任讲师，1972年升任教授。1978年至1983年，担任斯特拉斯堡人文科学大学校长。后参与成立斯特拉斯堡人民大学，1984年任校长。他还长期担任斯特拉斯堡大学出版社社长。2020年3月13日在斯特拉斯堡逝世。

## 著作
- 《哲学史的历史》，1973年
- 《帕拉塞尔苏斯，自然与哲学》，1981年
- 《音乐与哲学》，1987年
- 《图像学与哲学》，1996年